# André Willequet

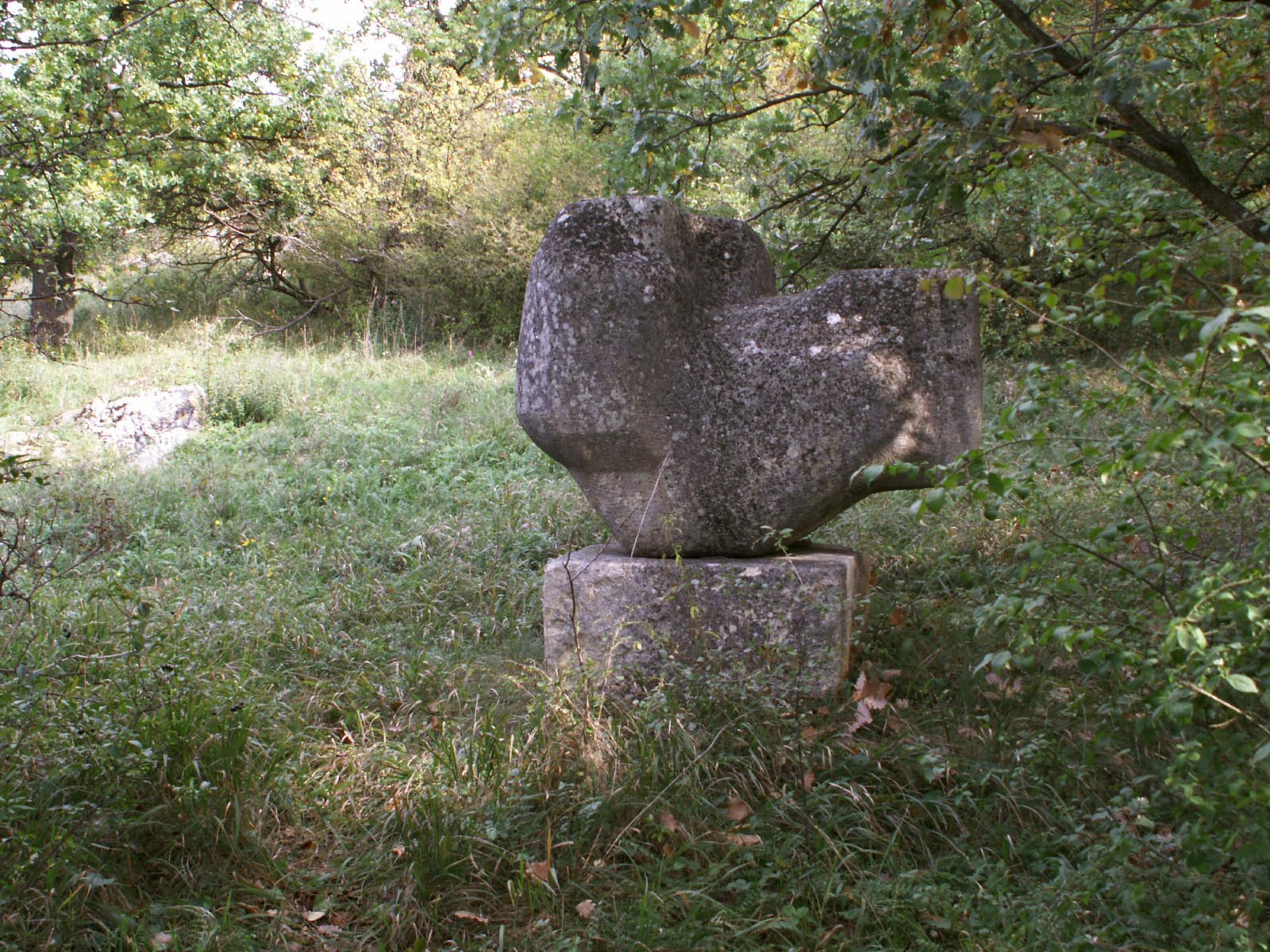
zonder titel (1959) in Sankt Margarethen im Burgenland

André Willequet (Brussel, 3 januari 1921 – Ukkel, 1 juli 1998) was een Belgische beeldhouwer.

## Leven en werk
Willequet werd geboren in Brussel, maar groeide op in Luxemburg. Hij volgde van 1940 tot 1945 een opleiding bij de beeldhouwer Oscar Jespers aan de École nationale supérieure des arts visuels (ENSAV), voorheen de École Nationale Supérieure d'Architecture et des Arts Décoratifs (ENSAAD - la Cambre) in Brussel. In 1947 ontving hij de tweede prijs bij de Belgische Prix de Rome. Hij maakte een reis naar Frankrijk en ontmoette de kunstenaars Constantin Brâncuşi, Ossip Zadkine en Henri Laurens. In 1951 tot 1952 studeerde hij met een beurs aan het Royal College of Art in Londen en ontmoette de beeldhouwers Jacob Epstein en Henry Moore. In 1959 verbleef hij met een beurs in Florence en Rome en werd hij als steenbeeldhouwer uitgenodigd voor het beeldhouwersymposium in het Oostenrijkse Sankt Margarethen im Burgenland. Hij behoorde hiermee tot de deelnemers van het eerste Symposion Europäischer Bildhauer van Karl Prantl en was een trouwe deelnemer aan andere symposia.

## Werken
De stijl van Willequet veranderde van figuratief naar abstract. Zijn materialen waren hout, steen, brons en staal. Het werk van Willequet bevindt zich in de openbare ruimte en beeldenparken van het Brussels Hoofdstedelijk Gewest en andere steden in België. Zijn werk is voorts te vinden in Openluchtmuseum voor beeldhouwkunst Middelheim in Antwerpen, Musée en Plein Air du Sart-Tilman bij Luik en in het Labyrint van de tuin van het Museum David en Alice van Buuren (Hooglied, zeven sculpturen die zeven verzen uit de Bijbeltekst uitbeelden) in Ukkel.